# Verbena simplex
Espèce
Classification phylogénétique
Verbena simplex, la Verveine simple, est une plante herbacée vivace de la famille des Verbénacées, issue d’un rhizome ou de racines fibreuses.